# Sarteneja
Sarteneja – miasto w Belize, w dystrykcie Corozal. W 2000 roku, miasto zamieszkiwało 1648 osób.